# Polonia agli XI Giochi olimpici invernali
La Polonia partecipò agli XI Giochi olimpici invernali, svoltisi a Sapporo, Giappone, dal 3 al 13 febbraio 1972, con una delegazione di 47 atleti impegnati in otto discipline.

## Medaglie
| Medaglia | Atleta           | Sport             | Evento           |
| -------- | ---------------- | ----------------- | ---------------- |
| Oro      | Wojciech Fortuna | Salto con gli sci | Trampolino lungo |